# Bernardino Corio
Bernardino Corio (Milano, 8 marzo 1459 – Milano, 1519) è stato uno storico italiano.

## Biografia
Nacque da nobile e antica famiglia milanese da Marco Corio (1400-1477) ed Elisabetta Borri (1410-1467) l'8 marzo 1459. Lui stesso informa del luogo e della data di nascita, aggiungendo che al battesimo, avvenuto otto giorni dopo, erano presenti «il conte Galeazzo, puoi duca di Milano, il signore Ruberto Sanseverino, il conte Gasparo de Vimerchato, Pietro de Pusterla, Cicho Simonetta, primo segretario ducale, Thomasio da Bologna, et Antonio Guidobono, nobile derthonese». Tale concorso di personalità si giustifica con le funzioni cortigiane del padre Marco, già «cameriere» di Filippo Maria Visconti - con la cui famiglia era imparentato, essendo figlio di Elisabetta Visconti - e poi «famiglio cavalcante» e ambasciatore di Francesco Sforza.

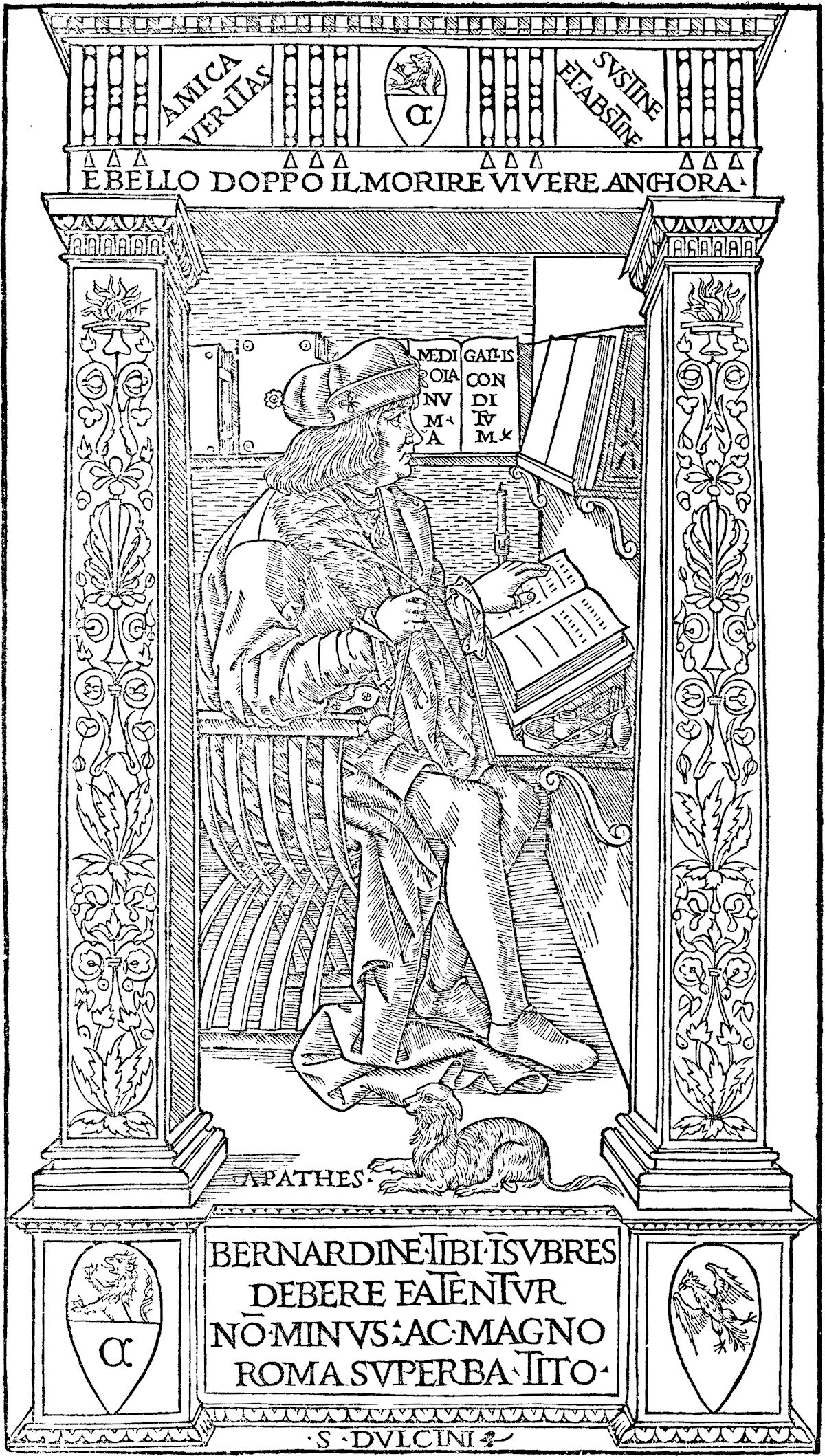
Patria Historia, xilografia

La madre Elisabetta morì il 3 agosto 1467 e Marco Corio si risposerà con un'altra nobile milanese, Orsina Piola, dalla quale avrà il figlio Oldino. Dal 1474 Bernardino fu al servizio di Galeazzo Maria Sforza con una provvigione di ottanta ducati annui, e alla morte di quest'ultimo la reggente Bona Sforza lo pose al servizio del figlio Gian Galeazzo e nel 1479 lo inviò in missione a Piacenza e a Pavia per allestire le cerimonie di accoglienza del cardinale Giovanni d'Aragona e del duca Ercole d'Este. Nel 1483 sposò Agnese Fagnani, nipote dell'umanista di corte Piattino Piatti, dalla quale ebbe cinque figli, Marco Antonio, Giovan Francesco, Elisabetta, Francesca e Faustina. Anche nel periodo del ducato di Ludovico il Moro assunse vari incarichi pubblici. Nel 1485 fu mandato a Venezia, nel 1488 fu inviato a Lodi ad accogliere Ercole d'Este, mentre nel giugno del 1499 fu nominato «edilis minor», giudice delle strade della città e del ducato.

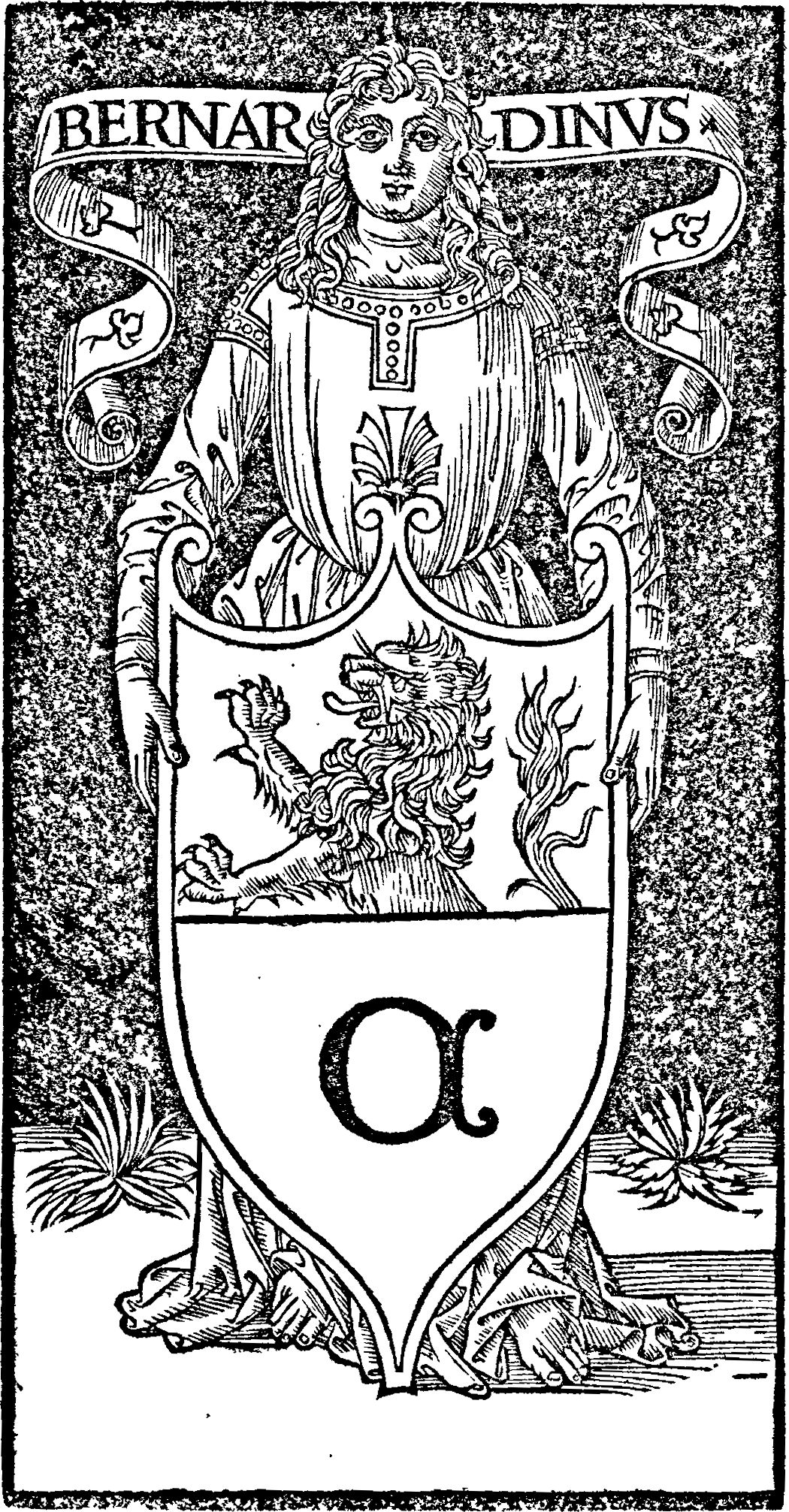
Bernardino Corio

Pochi mesi dopo cadeva il Moro e Corio abbandonò Milano per stabilirsi con la famiglia nella vicina Niguarda. Qui morì la moglie nel 1500, sembra per lo spavento provocatole dalle vicende belliche e Corio si dedicò a completare i suoi studi storici, in particolare la sua Patria Historia, iniziata quindici anni prima, quando «Milano cominciò a laborare de grande pestilentia, per lo cui grave periculo de morbo io, auctore presente, standomi in solitudine, diede principio al componer della presente historia».
Nel 1502 usciva, dedicato al banchiere, «più che fratello cordialissimo», Giovan Francesco Gallarate, l'Utile dialogo amoroso, un'esercitazione letteraria sul classico tema dell'amore infelice, dove sono presenti plagi dalla Deifira di Leon Battista Alberti e dal Corbaccio del Boccaccio. L'anno dopo lo stesso editore Minuziano pubblicava la Patria Historia, che è l'opera per la quale Bernardino Corio può ancora essere ricordato, seguita in appendice dalle Vitae Caesarum, una semplice compilazione di brevi biografie degli imperatori da Giulio Cesare a Enrico VI. Per quanto rechino un titolo latino, sono entrambe scritte in volgare lombardo, seppure con prestiti toscani.
Dedicata al cardinale Ascanio Sforza - a testimonianza dell'intatta fedeltà dello scrittore agli Sforza pur nella loro presente disgrazia politica - l'edizione milanese dell'Historia è arricchita di alcune xilografie, opera di Bernardino de' Conti, già autore di un presunto ritratto del Corio, o di altro anonimo artista leonardesco.
In una è raffigurato il Corio nell'atto di scrivere, sormontato dai motti «È bello doppo il morire vivere anchora», che ricorda l'immortalità procurata dalla conservazione della memoria storica delle gesta, «Amica veritas», a esortazione all'imparzialità dello storico, e la massima di Epitteto «Sustine et abstine», sopporta e rinuncia, che denota l'austerità morale dello scrittore, mentre in basso sono i distici elogiativi dedicatigli dall'umanista Stefano Dolcino, «Bernardine tibi insubres debere fatentur / non minus ac magno Roma superba Tito». Questi versi sarebbero poi stati incisi sulla sua tomba. Un'altra xilografia, già presente nell'Utile dialogo amoroso, lo rappresenta in veste di cameriere ducale reggente lo stemma araldico della propria famiglia.

## Opere

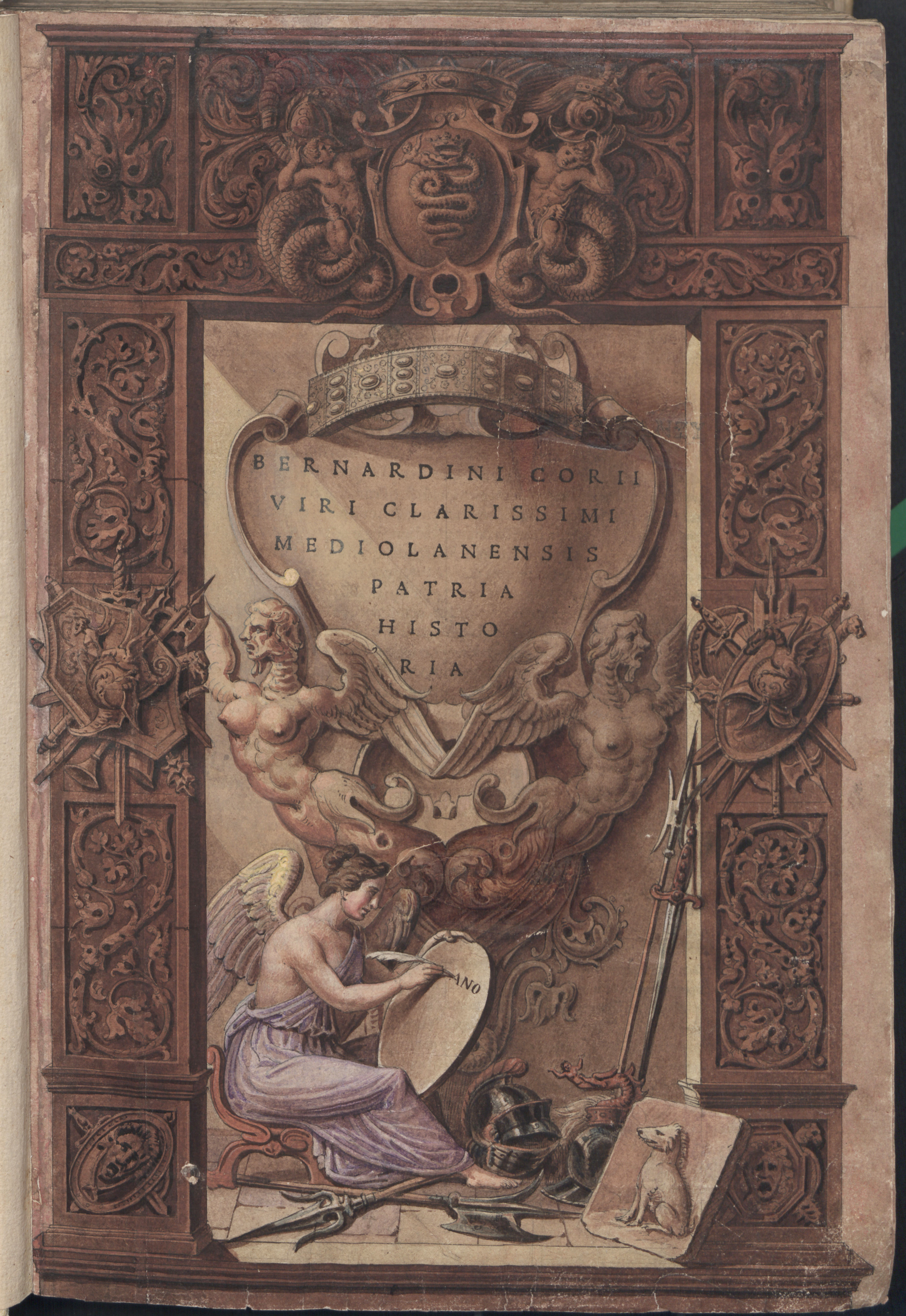
Patria historia, 1521-1522

- Utile dialogo amoroso, Milano, Alessandro Minuziano, 1502.
- Bernardini Corii viri clarissimi Mediolanensis Patria Historia. Vitae Caesarum continenter descriptae a Julio ad Fredericum Aenobarbum, Milano, Alessandro Minuziano, 1503.
- (LA) Patria historia, Milano, Alessandro Minuziano, 1521-1522.

### Edizioni moderne
- Bernardino Corio, Storia di Milano, a cura di Egidio De Magri, Milano, Colombo, 1855.
- Storia di Milano (2 voll.), a cura di Anna Morisi Guerra, Torino, UTET, 1978,  p. 1636, ISBN 88-02-02537-1.